# Pénzt vagy éveket!
A Pénzt vagy éveket! olyan vetélkedő, ahol csak a kor számít. A műsor minden adásában egy-egy sztárpáros játszik a 10 millió forintos nyereményért, akiknek semmi más feladatuk nincs, mint kitalálni az eléjük állított civil játékosok életkorát. Feladatuk elsőre egyszerűnek tűnik, de garantáltan nem lesz az. Egy-egy adás során 6+1 ember életkorát kell eltalálniuk. Ahogy a játék halad előre, egyre nagyobb a tippelés tétje, minden elhibázott év egyre többe kerül, azaz, a tipp és a helyes életkor közti évek száma először 100 000 forint veszteséget jelent évenként, ám a végén már 600 000 forintba kerül 1 évnyi tévedés. Így csökken folyamatosan az elején rendelkezésükre álló 10 millió forint. Minden körben először tippelni kell, aztán egy segítség áll a sztárok rendelkezésékre a pontosításhoz: akár egy sláger, vagy egy fontos esemény abból az évből, amikor a színpadon szótlanul álló civil született. A döntőben a megmaradt nyereményt pedig csak akkor vihetik haza, ha tökéletesen beletrafálnak az előttük álló hetedik ember életkorába.
A műsort a TV2 adta, műsorvezetője Kasza Tibor volt, négy évadot és összesen 111 adást élt meg, az első adás 2017. július 24-én volt.

## Évadok
| Évad | Évad | Epizódok | Sugárzás         | Sugárzás            | Műsorvezető | Adó |
| Évad | Évad | Epizódok | Évadbemutató     | Évadzáró            | Műsorvezető | Adó |
| ---- | ---- | -------- | ---------------- | ------------------- | ----------- | --- |
|      | 1.   | 25       | 2017. július 24. | 2017. augusztus 25. | Kasza Tibor |     |
|      | 2.   | 25       | 2018. január 1.  | 2018. február 2.    | Kasza Tibor |     |
|      | 3.   | 36       | 2019. március 4. | 2019. április 24.   | Kasza Tibor |     |
|      | 4.   | 25       | 2022. július 4.  | 2022. augusztus 5.  | Kasza Tibor |     |